# Rów Kościeliski
Rów Kościeliski – część Rowu Podtatrzańskiego znajdująca się pomiędzy Tatrami a Pogórzem Gubałowskim. Bywa też nazywany Kotliną Kościeliską. Zachodnią  granicę Rowu Kościeliskiego tworzy Brama Orawska i  biegnący nią Wielki Europejski Dział Wodny. Oddzielają go od Doliny Cichej Orawskiej, dalszej na zachód części Rowu Podtatrzańskiego. Granicę wschodnią tworzy Nędzowski Dział oddzielający go od Rowu Zakopiańskiego.
Główne cieki wodne to Antałowski Potok, Lejowy Potok oraz Kirowa Woda i Siwa Woda. Z połączenia Kirowej i Siwej Wody na północno-zachodnim skraju Rowu Kościeliskiego w Roztokach powstaje Czarny Dunajec.
Rów Kościeliski to rozległe i płaskie rozszerzenie Rowu Podtatrzańskiego, na którym rozłożyły się miejscowości Kościelisko (wschodnia część) i Witów (część zachodnia). Teren zajęty jest głównie przez łąki kośne, lasy, zabudowania i polany (Molkówka, Siwa Polana, Polana Biały Potok).